# Brygada Częstochowa
Brygada Częstochowa – częstochowski klub sportowy działający w latach 1931 − 1939 roku.

## Historia
Klub swoje początki miał w 1919 roku, gdy powstał Klub Sportowy Czenstochowia, będący pierwszym klubem piłkarskim w mieście utworzonym po odzyskaniu niepodległości. W 1925 roku Czenstochowia połączyła się z istniejącym od 2 grudnia 1921 roku Klubem Sportowym Orlęta Częstochowa w Częstochowski Klub Sportowy. CKS powstał jako klub dwusekcyjny − funkcjonowały sekcje piłki nożnej oraz lekkiej atletyki. W roku powstania klub zadebiutował w rozgrywkach klasy C podokręgu sosnowieckiego, a w następnych latach stopniowo awansował do rozgrywek klasy A. Ostatecznie jego rozwój przerwały problemy finansowe.
9 listopada 1927 roku powstało Stowarzyszenie Pracy Społeczno-Wychowawczej im. Marszałka Józefa Piłsudskiego, które stało się drogą ucieczki od bankructwa. Klub włączył się w struktury Stowarzyszenia 15 marca 1931 roku i odtąd funkcjonował jako Koło Sportowe Brygada. Ponadto miał wsparcie finansowe miasta oraz fabryki Peltzerów. U zbiegu ul. 7 Kamienic i ul. Pułaskiego powstało boisko i budynek klubowy z halą sportową, którego otwarcie nastąpiło 29 maja 1930 roku. Na Mistrzostwach Polski w Lekkoatletyce w 1933 r. Genowefa Plucik zdobyła brązowy medal w skoku wzwyż.   
Dobrze finansowana drużyna piłkarska miała dobre wyniki sportowe. W 1934 roku wygrała rozgrywki Klasy A podokręgu częstochowskiego KOZPN, lecz przegrała baraże z Unią Sosnowiec. W latach 1935-1937 drużyna bezskutecznie walczyła o awans do Ligi Państwowej. W 1936 roku Brygada zajęła pierwsze miejsce w I grupie eliminacyjnej, ale w grupie finałowej była czwarta. Tego samego roku drużyna juniorów zdobyła mistrzostwo juniorów Zagłębia Dąbrowskiego (zob. Mistrzostwa Polski juniorów w piłce nożnej).   

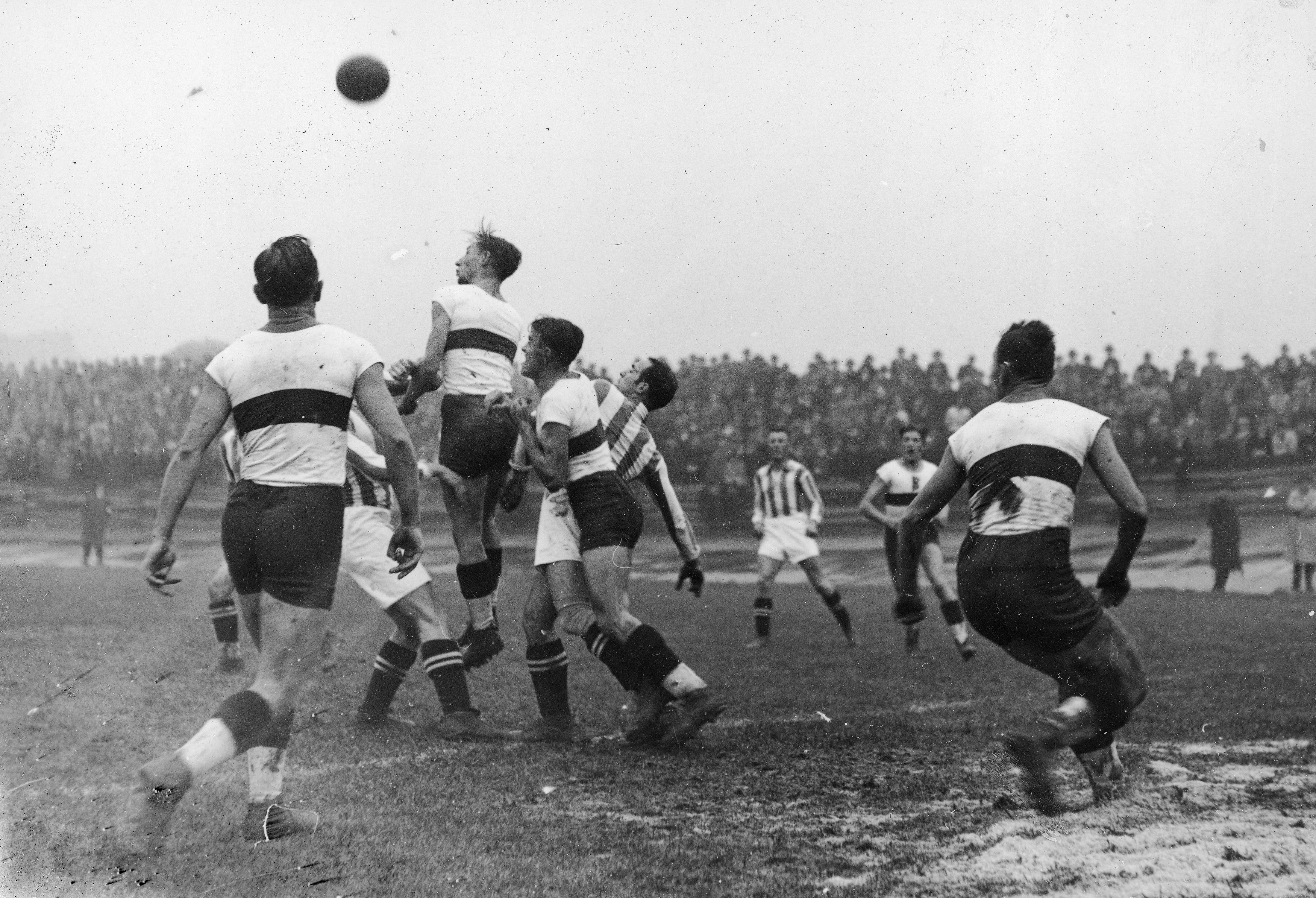
Mecz z Cracovią w ramach grupy finałowej eliminiacji o I ligę, 1936 r.

W 1937 roku drużyna wygrała rozgrywki w II grupie eliminacyjnej, a w grupie finałowej była trzecia – awansowały dwie pierwsze drużyny. Po tej porażce zlikwidowano wiele sekcji, zachowano jedynie sekcję piłkarską i bokserską, a nieruchomości przejęło miasto. 30 lipca 1939 roku Brygada rozegrała w Częstochowie towarzyski mecz z węgierską drużyną Szeged FC, która w sezonie 1938/1939 zajęła 5. miejsce w tabeli węgierskiej I ligi. Grało w niej czterech ówczesnych reprezentantów Węgier, w tym Lajos Baróti.   
Klub Brygada przestał istnieć po inwazji niemieckiej na Polskę w 1939 roku. 
Podczas okupacji niemieckiej zginęli: zawodnicy Stanisław Bebel i Jan Jaszczuk (KL Auschwitz), Czesław Chądziński (prawdopodobnie KL Auschwitz), Mieczysław Habrowski (rozstrzelany w Olsztynie), prof. Leon Rzykiecki - zawodnik, a później skarbnik klubu w latach 1928-1929 (rozstrzelany pod Apolonką), Stanisław Koss - kierownik sekcji piłki siatkowej (zginął pod Mikołowem), Antoni Wolski - zawodnik i trener sekcji bokserskiej (zginął pod Monte Cassino), Piotr Prozorowski - sekretarz klubu w 1930 roku (prawdopodobnie KL Auschwitz), prof. Adam Miller - prezes klubu w latach 1928-1929 (rozstrzelany koło wsi Wygoda), dr Alfred Franke - honorowy prezes klubu (Katyń).
Nazwę drużyny Brygada Częstochowo przywrócono w sierpniu 1948 roku po połączeniu CKS z MKS Legion Częstochowa.

## Tabela wyników drużyny piłkarskiej

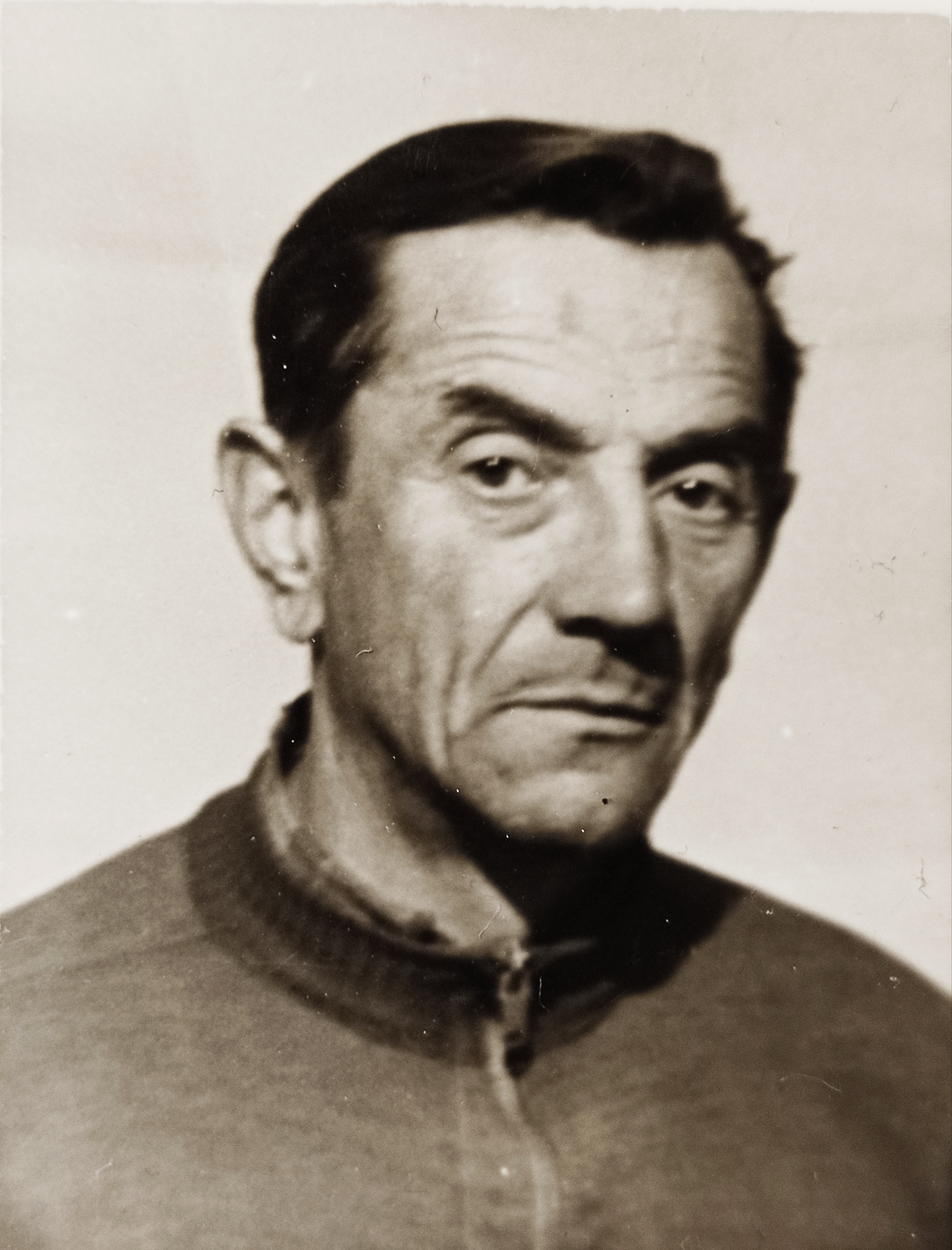
Bramkarz Adolf Krzyk

| Sezon     | Poziom | Rozgrywki                                | Rozgrywki                                | Miejsce | Mecze | Punkty | Zwycięstwa | Remisy | Porażki | Bilans bramkowy | Uwagi                             |
| --------- | ------ | ---------------------------------------- | ---------------------------------------- | ------- | ----- | ------ | ---------- | ------ | ------- | --------------- | --------------------------------- |
| 1931      | III    | B Klasa (kielecki OZPN; gr. Częstochowa) | B Klasa (kielecki OZPN; gr. Częstochowa) | 1       |       |        |            |        |         |                 | awans                             |
| 1932      | II     | A Klasa (Kielecki OZPN; gr. Częstochowa) | A Klasa (Kielecki OZPN; gr. Częstochowa) | 4       | 9     | 9      |            |        |         |                 |                                   |
| 1933      | II     | A Klasa (Kielecki OZPN; gr. Częstochowa) | A Klasa (Kielecki OZPN; gr. Częstochowa) | 3       |       |        |            |        |         |                 |                                   |
| 1934      | II     | A Klasa (Kielecki OZPN; gr. Częstochowa) | A Klasa (Kielecki OZPN; gr. Częstochowa) | 1       |       |        |            |        |         |                 | przegrane baraże z Unią Sosnowiec |
| 1934      | II     | Eliminacje do Ligi                       | Eliminacje do Ligi                       | 2       |       |        |            |        |         |                 | przegrane baraże z Unią Sosnowiec |
| 1935      | II     | A Klasa (Kielecki OZPN; gr. Częstochowa) | A Klasa (Kielecki OZPN; gr. Częstochowa) | 1       |       |        |            |        |         |                 |                                   |
| 1935      | II     | Eliminacje do Ligi                       | Grupa II                                 | 2       | 2     | 1      | 0          | 1      | 1       | 1-6             |                                   |
| 1936      | II     | A Klasa (Kielecki OZPN)                  | Gr. Częstochowa                          | 1       | 12    | 20     |            |        |         | 33-7            |                                   |
| 1936      | II     | A Klasa (Kielecki OZPN)                  | Grupa Finałowa                           | 1       | 6     |        |            |        |         |                 |                                   |
| 1936      | II     | Eliminacje do Ligi                       | Grupa I                                  | 1       | 6     | 7      | 3          | 1      | 2       | 13-8            |                                   |
| 1936      | II     | Eliminacje do Ligi                       | Grupa Finałowa                           | 4       | 6     | 2      | 1          | 0      | 5       | 4-14            |                                   |
| 1937      | II     | A Klasa (Kielecki OZPN; gr. Częstochowa) | A Klasa (Kielecki OZPN; gr. Częstochowa) | 1       |       |        |            |        |         |                 |                                   |
| 1937      | II     | Eliminacje do Ligi                       | Grupa II                                 | 1       | 4     | 7      | 3          | 1      | 0       | 10-5            |                                   |
| 1937      | II     | Eliminacje do Ligi                       | Grupa Finałowa                           | 3       | 6     | 6      | 3          | 0      | 3       | 13-14           |                                   |
| 1937/1938 | II     | Liga okręgowa Zagłębie                   | Liga okręgowa Zagłębie                   | 7       | 18    | 15     | 7          | 1      | 10      | 37-43           |                                   |
| 1938/1939 | II     | Liga okręgowa Zagłębie                   | Liga okręgowa Zagłębie                   | 2       | 16    | 25     |            |        |         |                 |                                   |

## Zawodnicy
Bramkarzem klubu był w latach 1934-1939 sześciokrotny reprezentant Polski Adolf Krzyk.